# Theresa Frostad Eggesbø
Theresa Frostad Eggesbø (* 27. September 1997 in Dubai) ist eine norwegische Schauspielerin sowie Model und unter dem Pseudonym Resa Saffa Park auch als Sängerin tätig.

## Leben
Für Frostad Eggesbøs Geburtsdatum werden auch der 18. September 1998 und der 28. Dezember 1998 angegeben. Einem breiten Publikum wurde sie durch ihre Rolle der Sonja in sechs Episoden der Fernsehserie Skam bekannt. 2017 folgte die Besetzung als Charlotte in dem Film Der Komet. 2018 erhielt sie eine Rolle im Kurzfilm November, 2020 eine weitere Rolle im Kurzfilm Lemon World. Von 2020 bis 2023 spielt sie die Rolle der Saxa Jutul im Netflix Original Ragnarök, die auf der mythologischen Riesin Járnsaxa basiert. Sie spielt an der Seite von Herman Tømmeraas, mit dem sie bereits 2016 in Skam zusammen spielte. 2021 hatte sie eine Episodenrolle in der Fernsehserie Threesome.
Frostad Eggesbø ist auch als Sängerin tätig. Für den Kurzfilm November steuerte sie 2018 einen Song bei. Nach der Veröffentlichung verschiedener Singles erschien im Jahr 2020 ihre erste EP Dumb and Numb im Label Toothfairy. Am 18. Februar 2022 erschien im Label Propeller Recording & Unity Records ihre zweite EP Spaces.

## Filmografie (Auswahl)
- 2016: Skam (Fernsehserie, 6 Episoden)
- 2017: Der Komet (Kometen)
- 2018: November (Kurzfilm)
- 2020: Lemon World (Kurzfilm)
- 2020–2023: Ragnarök (Ragnarok, Fernsehserie, 18 Episoden)
- 2021: Threesome (Fernsehserie, Episode 1x06)
- 2024: Pfau

## Diskografie (Auswahl)
EPs
- 2020: Dumb and Numb, Label: Toothfairy
- 2022: Spaces, Label: Propeller Recording & Unity Records, Veröffentlichungsdatum: 18. Februar 2022

Singles
- 2018: Sassy
- 2018: God Is Drunk, Label: Abandoned Ants
- 2020: Love ain’t Free, Label: Toothfairy
- 2021: Dandelions, Label: Propeller Recording & Unity Records
- 2021: Candles, Label: Propeller Recording & Unity Records
- 2022: Tendencies, Label: Propeller Recording & Unity Records
- 2022: Cheap Disposition / Bitre Miner
- 2022: Kids Lack Rock 'n' Roll
- 2022: Give It All You Can